# Mancini (Fußballspieler)
Alessandro Faiolhe Amantino [aleˈsɐ̃dɾu fajˈɔʎi amɐ̃ˈtʃinu] (* 1. August 1980 in Belo Horizonte), besser bekannt als Mancini [mɐ̃ˈsĩɲi], ist ein Fußballtrainer und ehemaliger brasilianischer Fußballspieler, der in seiner Karriere auch schon für mehrere italienische Clubs auflief.
Er ist gebürtiger Brasilianer, besitzt jedoch auch die italienische Staatsbürgerschaft.

## Karriere

### Verein
Der Mittelfeldspieler Mancini, der auch als Außenstürmer (siehe unten) zum Einsatz kommt, stammt aus der Jugendabteilung von Atlético Mineiro, wo ihm 1998 der Sprung in den Profikader gelang. Im Jahr 2000 wechselte er nach São Paulo und unterschrieb einen Vertrag bei Portuguesa São Paulo. Hier blieb er bis 2001 und kehrte dann zu seinem Stammverein zurück.
Im Sommer 2002 gelang Mancini der Sprung nach Europa. Er unterschrieb einen Vertrag bei SSC Venedig. Dort wurden die Scouts des AS Rom auf den Offensiv-Allrounder aufmerksam. Zur Saison 2003/04 wechselte Mancini zur Roma, wo er Stammspieler und Leistungsträger wurde. 2007 und 2008 gewann er die Coppa Italia mit den Hauptstädtern. In den beiden vorhergegangenen Jahren musste man sich jeweils im Finale beugen. In der Liga wurde die Mannschaft vier Mal (2004, 2006, 2007 und 2008) nur Vizemeister. Immer musste man einen der beiden Mailänder Verein den Vortritt lassen. Beim Supercoppa Italiana 2007 holte man den Cup gegen Inter Mailand im Finale.

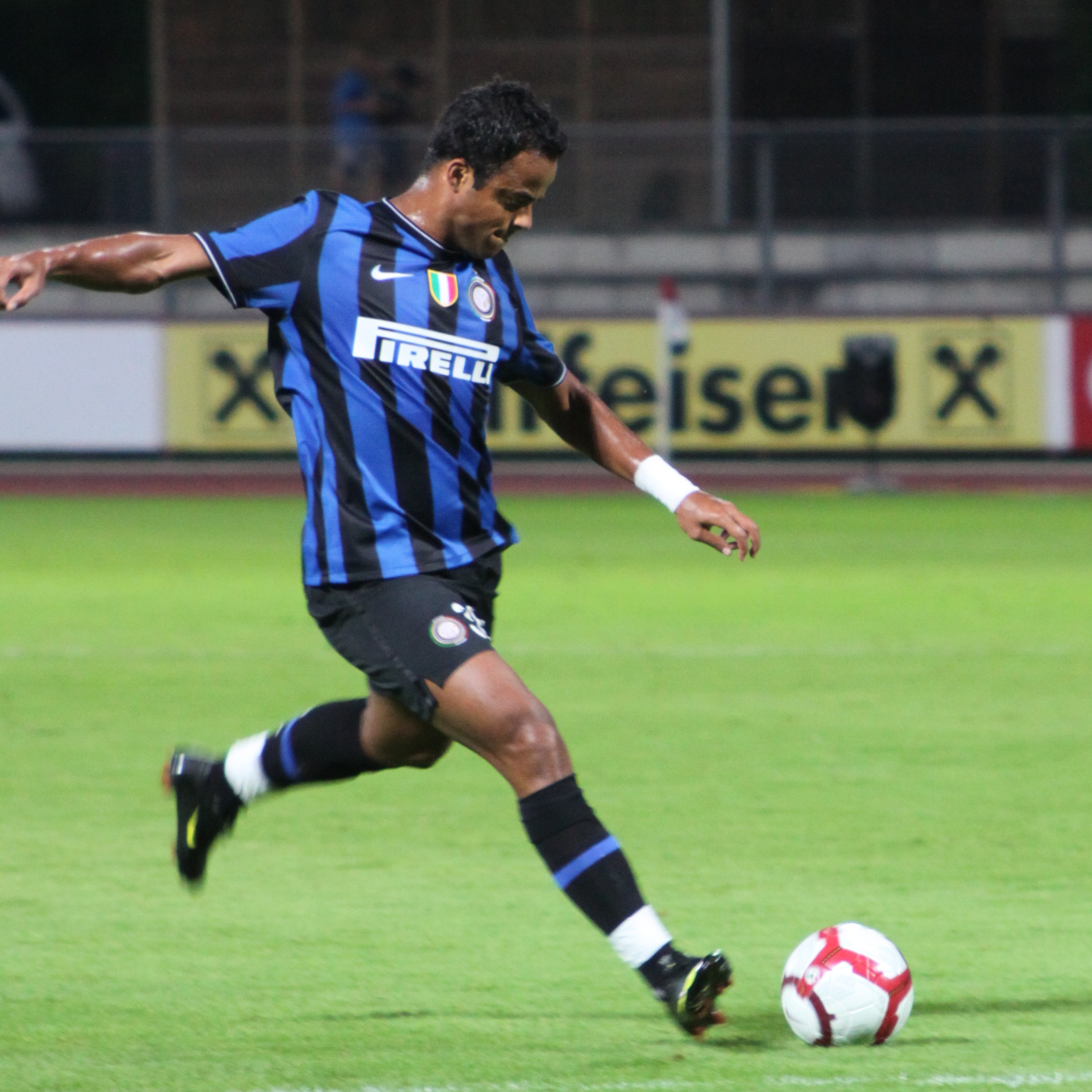
Mancini im Einsatz für Inter (2009)

Im Sommer 2008 wechselte Mancini für 13 Millionen Euro zu Inter Mailand. Er unterschrieb bei dem italienischen Traditionsklub einen Vierjahresvertrag. Am 1. Februar 2010 wurde sein Wechsel auf Leihbasis zum Stadtrivalen AC Mailand bekanntgegeben. Zudem wurde eine Kaufoption auf den Mittelfeldakteur vereinbart. Nachdem die Option zur dauerhaften Verpflichtung nicht wahrgenommen wurde, kehrte er wieder zu Inter zurück.
Am 12. Januar 2011 gab Inter auf seiner Homepage den Wechsel von Mancini zu Atlético Mineiro bekannt. Bei dem Klub blieb er bis Juni 2012, dann wurde er bis Jahresende an den Ligakonkurrenten EC Bahia ausgeliehen. Danach endete sein Vertrag. 2013 war Mancini zunächst ohne Kontrakt. Im Oktober des Jahres unterschrieb er dann einen Vertrag bei Villa Nova AC für die Austragung der Staatsmeisterschaft von Minas Gerais 2014. Zur Austragung der Série B 2014 zu América Mineiro. Nachdem der Klub mit einem 21 Punkteabzug bestraft wurde, verpasste dieser den Aufstieg. In der Série B bestritt Mancini 21 Spiele (sechs Tore). Im Anschluss verlängerte der Klub seinen Vertrag für die Saison 2015.
Seine aktive Laufbahn beendete er 2016, nachdem er nochmals mit Villa Nova in der Staatsmeisterschaft auflief.

### Nationalmannschaft
Trotz konstant guter Leistungen wurde Mancini nur selten in die Seleção berufen. Auch Dunga, der vielen verschiedenen Spielern, auch aus osteuropäischen Ligen, eine Chance gab, sich in der Nationalmannschaft zu beweisen, hatte ihn nicht berücksichtigt, was bei vielen italienischen Fans Unverständnis hervorrief. 2004 gewann Mancini mit der brasilianischen Nationalmannschaft die Copa América. Für die Weltmeisterschafts-Qualifikation Spiele am 12. und am 15. Oktober 2008 gegen Venezuela und Kolumbien wurde er dank konstant guter Leistung wieder in die Nationalmannschaft berufen. An der WM 2010 in Südafrika nahm er jedoch nicht teil.

## Spielweise
Mancini war ein sehr vielseitiger Spieler. Seine ursprüngliche Position war das rechte Mittelfeld, er kam jedoch bisweilen auch als rechter Verteidiger oder Außenstürmer zum Einsatz. Mancini war ein sehr trickreicher Spieler. Seine Übersteiger waren blitzschnell und er scheute sich nicht, zehn davon in Folge zu machen.

## Trainer
Am 6. August 2019 wurde er als neuer Trainer von Foggia Calcio bekannt gegeben, der in der Serie D des italienischen Fußballs antrat. Nachdem er das Team nur drei Spiele lang geleitet hatte, trat er aufgrund von Reibungen mit dem Vorstand zurück.
Ende August 2020 gab der Villa Nova AC die Verpflichtung von Mancini als Trainer bekannt. Er sollte den Klub bis Jahresende in der Série D betreuen.
Im April gab Betim Futebol die Verpflichtung von Mancini als technischer Koordinator bekannt.

## Erfolge
Nationalmannschaft
- Copa América: 2004

AS Rom
- Italienischer Pokalsieger: 2007, 2008
- Italienischer Supercupsieger: 2007

Inter Mailand
- Italienischer Meister: 2009
- Italienischer Supercupsieger: 2008, 2010

## Privates

### Verurteilung 2011
Mancini wurde vorgeworfen, in seiner Zeit beim AC Mailand 2010 im Anschluss an eine Party eine Frau vergewaltigt zu haben.
Ein Mailänder Richter sprach ihn 2011 der Vergewaltigung schuldig und verurteilte ihn zu einer Gefängnisstrafe von zwei Jahren und acht Monaten.